# Bystry (dopływ Wielkiego Rogoźnika)
Bystry – potok, dopływ Wielkiego Rogoźnika. Najwyżej położone źródło znajduje się na wysokości około 1100 m w leju źródliskowym między północnymi grzbietami Butorowego Wierchu i Gubałówki na Pogórzu Gubałowskim. Spływa w północnym kierunku przez miejscowości Nowe Bystre, Ratułów i Stare Bystre doliną między grzbietami tych szczytów. W dolnej części swojego biegu wypływa na Kotlinę Nowotarską. W Starem Bystrem na wysokości 643 m łączy się z potokiem Cichym tworząc potok Wielki Rogoźnik. Następuje to w miejscu o współrzędnych 49°24′48″N 19°53′24″E/49,413333 19,890000. 
Bystry powstaje z połączenia dwóch potoków: Słodyczków Potok i Lipień. Za górny bieg Bystrego Potoku uważany jest potok Lipień. Pozostałe dopływy Bystrego to: Ligasowski Potok, Florków Potok, Naglakowski Potok, Strzępów Potok, Sudzików Potok, Kulowiański Potok, Łacków Potok, Zmarzły Potok.